# Nipponasura sanguinea
Nipponasura sanguinea är en fjärilsart som beskrevs av Inoue 1965. Nipponasura sanguinea ingår i släktet Nipponasura och familjen björnspinnare. Inga underarter finns listade i Catalogue of Life.